# Gulaothi
Gulaothi é uma cidade e um município no distrito de Bulandshahr, no estado indiano de Uttar Pradesh.

## Geografia
Gulaothi está localizada a 28° 36′ N, 77° 47′ L. Tem uma altitude média de 200 metros (656 pés).

## Demografia
Segundo o censo de 2001, Gulaothi tinha uma população de 42,872 habitantes. Os indivíduos do sexo masculino constituem 53% da população e os do sexo feminino 47%. Gulaothi tem uma taxa de literacia de 55%, inferior à média nacional de 59.5%: a literacia no sexo masculino é de 64% e no sexo feminino é de 45%. Em Gulaothi, 16% da população está abaixo dos 6 anos de idade.